# توميغوسوكو (أوكيناوا)
مدينة توميغوسوكو (بالإنجليزية: Tomigusuku)‏ هي أحد المدن التابعة لمحافظة أوكيناوا. تأسست رسميًا في 01/04/2002. ويقدر عدد سكانها بـ 54586 نسمة حسب تقدير مكتب الإحصاء الياباني لعام 2012. تبلغ مساحة توميغوسوكو 19.45 كم2. بكثافة سكانية تبلغ 2751 نسمة/كم2.

## توأمة
لتوميغوسوكو (أوكيناوا) اتفاقيات توأمة مع:
- توساشيميزو

## روابط خارجية
- الموقع الرسمي لمدينة توميغوسوكو نسخة محفوظة 9 مارس 2007 على موقع واي باك مشين.
- مكتب الإحصاءات البريطاني